# Sammetsbröstad kolibri
Sammetsbröstad kolibri (Lafresnaya lafresnayi) är en fågel i familjen kolibrier.

## Utseende
Sammetsbröstad kolibri är en unik kolibri som lättast känns igen på sin långa, nedåtböja näbb och sin mestadels vita stjärt. Hanen är övervägande grön med svart buk. Honan är vitaktig eller beigefärgad undertill, tätt strödd med gröna fläckar.

## Utbredning och systematik
Sammetsbröstad kolibri är den enda i släktet Lafresnaya. Den delas in i sju underarter med följande utbredning:
- Lafresnaya lafresnayi liriope – Santa Marta-bergen (nordöstra Colombia)
- Lafresnaya lafresnayi longirostris – norra delen av centrala Anderna i Colombia
- Lafresnaya lafresnayi greenewalti – Anderna i västra Venezuela (nordöstra Táchira och Mérida och södra Trujillo)
- Lafresnaya lafresnayi lafresnayi – Sierra de Perijá, sydvästligaste Anderna i Venezuela (Páramo de Tamá i södra Táchira) och östra Anderna i Colombia
- Lafresnaya lafresnayi saul – västra Anderna i Colombia och båda sluttningarna av Anderna i Ecuador och norra Peru (norr och väster om Marañóndalen)
- Lafresnaya lafresnayi orestes – Andernas östsluttning i norra Peru (Amazonas, söder om Marañóndalen)
- Lafresnaya lafresnayi rectirostris – Andernas östsluttning i norra och centrala Peru (La Libertad till Cuzco)

## Levnadssätt
Sammetsbröstad kolibri hittas i höglänta skogar och skogsbryn, på mellan 2500 och 3400 meters höjd, tillfälligtvis lägre. Den besöker fågelmatningar men är rätt skygg.

## Status och hot
Arten har ett stort utbredningsområde, men tros minska i antal, dock inte tillräckligt kraftigt för att den ska betraktas som hotad. Internationella naturvårdsunionen IUCN listar arten som livskraftig (LC).